# 布尔 (上比利牛斯省)
布尔（法語：Bours，法語發音：[buʁ]）是法国上比利牛斯省的一个市镇，位于该省西北部，属于塔布区。

## 地理
布尔（43°16'35"N, 0°5'37"E）面积4.68 平方千米，位于法国奧克西塔尼大區上比利牛斯省，该省份为法国西南部内陆省份，北至热尔省，西接大西洋比利牛斯省，南与西班牙接壤，东临上加龙省。
与布尔接壤的市镇（或旧市镇、城区）包括：欧朗桑、欧雷扬、巴泽、埃谢兹河畔博代尔、奥尔莱克斯、塔布。

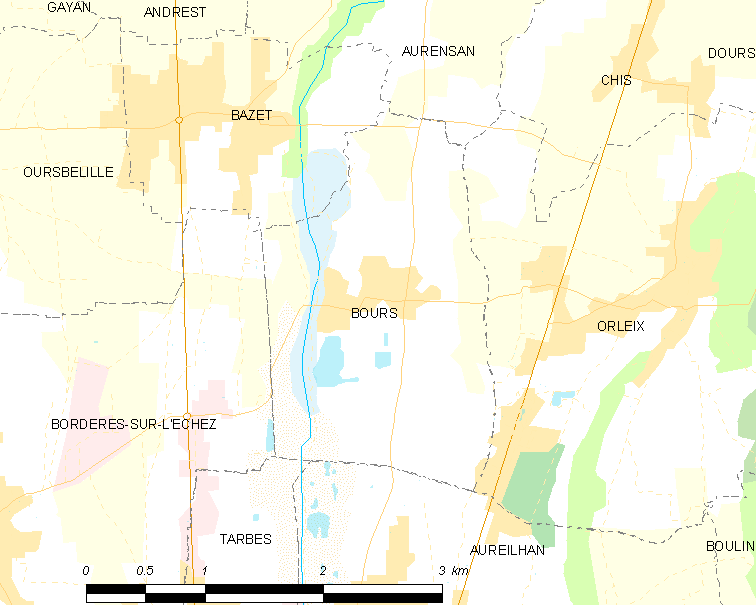
的OSM定位图

布尔的时区为UTC+01:00、UTC+02:00（夏令时）。

## 行政
布尔的邮政编码为65460，INSEE市镇编码为65108。

## 政治
布尔所属的省级选区为埃谢兹河畔博代尔县。

## 人口

1962-2008年间人口变化图示

布尔于2022年1月1日时的人口数量为889人。